# Adelino da Palma Carlos
Adelino da Palma Carlos (ur. 3 maja 1905 w Faro, zm. 25 października 1992 w Lizbonie) – portugalski naukowiec, profesor, adwokat, premier w 1974.

## Życiorys
Był naukowcem i adwokatem. W maju 1974 stanął na czele cywilnego I gabinetu tymczasowego Portugalii po rewolucji goździków. W rządzie znalazło się m.in. dwóch komunistów, a ministrem spraw zagranicznych został sekretarz generalny Partii Socjalistycznej Mário Soares. Program tymczasowego rządu zakładał przeprowadzenie demokratycznych reform kraju, a także rozwiązanie problemu portugalskich terytoriów zamorskich. A prezydent António de Spínola zaakceptował zarówno skład jak i program nowego rządu tymczasowego. W lipcu – po dwóch miesiącach od objęcia urzędu – profesor Adelino da Palma Carlos zrezygnował zajmowanego stanowiska, co wywołało kilkudniowy kryzys rządowy.

## Odznaczenia
- Wielki Oficer Orderu Wolności (1982)[3]
- Krzyż Wielki Orderu Chrystusa (1984)[3]
- Krzyż Wielki Orderu Infanta Henryka (1991)[3]